# Миралиев, Тохир
Тохир (Миртахир) Миралиев (узб. Tohir (Mirtahir) Miraliev; умер 5 декабря 2019 года, Ташкент, Узбекистан) — советский и узбекский киноактёр, Заслуженный артист Республики Узбекистан (1996).

## Фильмы
Тохир снимался в двух десятках фильмах на киностудии Узбекфильм, в различных ролях и жанрах. Главную роль играл в фильмах:
- «Учар отлар» (Летающие кони) — играл профессора Хабибуллаева[2];
- «Тилла бува» (Золотой дедушка) — роль дедушки.

Он также играл роли в фильмах «Қовун» (2012), «Жасур» (2011), «Аросат» (2009), «Чавандоз» (2007), «Уходя, остаются» (1987).

## Примечание
1. ↑  Указ Президента Республики Узбекистан от 26 августа 1996 года № УП-1546 «О награждении группы работников науки, культуры, народного образования и других сфер общественной деятельности в связи с пятилетием независимости Республики Узбекистан»
2. ↑  Миртахир Миралиев. megogo.net. Дата обращения: 28 января 2020. Архивировано 28 января 2020 года.
3. ↑  Ушел из жизни заслуженный артист Узбекистана Тохир Миралиев. Sputnik Узбекистан. Дата обращения: 28 января 2020. Архивировано 24 декабря 2019 года.